# Byung-Chul Han
Byung-Chul Han, v Južni Koreji rojeni nemški filozof in kulturni teoretik, * 1958.
Bil je profesor na Umetniški univerzi v Berlinu in tam še vedno občasno vodi tečaje. Njegovo delo se v veliki meri osredotoča na kritiko neoliberalizma in njegovega vpliva na družbo in posameznika. Čeprav piše v nemščini, so njegove knjige najbolje sprejete v hispanosferi. 

## Biografija
Byung-Chul Han je študiral metalurgijo na Univerzi Koreje v Seulu, preden se je v osemdesetih letih preselil v Nemčijo, da bi študiral filozofijo, nemško književnost in katoliško teologijo v Freiburgu v Breisgauu in Münchnu. Leta 1994 je v Freiburgu doktoriral z disertacijo Stimmung (razpoloženje) pri Martinu Heideggerju.
Leta 2000 se je pridružil Oddelku za filozofijo Univerze v Baslu, kjer je habilitiral. Leta 2010 je postal profesor na Državni visoki šoli za umetnost in oblikovanje v Karlsruheju, kjer se je ukvarjal s filozofijo 18., 19. in 20. stoletja, etiko, socialno filozofijo, fenomenologijo, kulturno teorijo, estetiko, religijo, medijsko teorijo, in medkulturna filozofija . Od leta 2012 do 2017 je poučeval filozofijo in kulturologijo na Umetniški univerzi v Berlinu (UdK), kjer je vodil novoustanovljeni splošni študijski program Studium Generale.
Han je avtor več kot tridesetih knjig, najbolj znani pa sta razpravi o tem, kar sam imenuje »družba utrujenosti« (Müdigkeitsgesellschaft) in »družba transparentnosti« (Transparenzgesellschaft). Pisal je tudi o konceptu shanzhai (山寨), slogu posnemalnih variacij, ki so predhodnica praks, znanih v zahodni filozofiji kot dekonstruktivne.
Hanovo trenutno delo se osredotoča na transparentnost kot kulturno normo, ki so jo ustvarile neoliberalne tržne sile, kar razume kot nenasitno željo po prostovoljnem razkritju, ki meji na pornografijo. Po Hanovih besedah diktat transparentnosti uveljavlja totalitarni sistem odprtosti na račun drugih družbenih vrednot, kot so sram, skrivnost in zaupanje.

## Osebno življenje
V svoji karieri je Han zavračal dajanje radijskih in televizijskih intervjujev in le redko v javnosti razkrije kakršne koli biografske ali osebne podrobnosti, vključno z datumom rojstva. Je katoličan.
Za večino Hanovega pisanja je značilna temeljna zaskrbljenost zaradi položaja, s katerim se srečujejo človeški subjekti v hitrem, tehnološko usmerjenem stanju poznega kapitalizma. Situacijo raziskuje v svojih knjigah z različnih vidikov: spolnost, duševno zdravje (zlasti izgorelost, depresija in hiperaktivna motnja pomanjkanja pozornosti), nasilje, svoboda, tehnologija in popularna kultura.
V Družbi izgorelosti (izvirni nemški naslov: Müdigkeitsgesellschaft) Han današnjo družbo označi kot patološko krajino živčnih motenj, kot so depresija, motnja pozornosti in hiperaktivnosti, mejna osebnost in izgorelost. Trdi, da ne gre za »okužbe«, temveč za »infarkte«, ki jih ne povzroča negativnost imunologije ljudi, temveč presežek pozitivnosti. Kot pravi Han, zaradi zahteve po vztrajanju in nesprejemanju neuspeha ter ambicije učinkovitosti postanemo zavezanci in žrtvovalci hkrati ter vstopimo v vrtinec razmejevanja, samoizkoriščanja in propada. »Ko je produkcija nematerialna, ima vsak sam že v lasti sredstva za proizvodnjo. Neoliberalni sistem ni več razredni sistem v pravem pomenu besede. Ne sestoji iz razredov, ki so v medsebojnem antagonizmu. To je tisto, kar pojasnjuje stabilnost sistema.« 
Han trdi, da subjekti postanejo samoizkoriščevalci: »Danes je vsak sam delavec, ki izkorišča samega sebe. Ljudje so zdaj gospodarji in sužnji obenem. Celo razredni boj se je spremenil v notranji boj proti sebi.«  Posameznik je postal tisto, kar Han imenuje »subjekt dosežka«; posamezniki ne verjamejo, da so podjarmljeni »subjekti«, ampak prej »projekti: ki se vedno preoblikujemo in izumljamo na novo«, kar je »enaka oblika prisile in omejitve – pravzaprav bolj učinkovita vrsta subjektivacije in podrejanja.« Kot projekt, ki se dojema kot brez zunanjih in tujih omejitev, se »jaz« podreja notranjim omejitvam in samoomejitvam, ki prevzamejo obliko prisilnih dosežkov in optimizacije.
V Agonie des Eros (Agonija Erosa) Han nadaljuje misli, razvite v svojih prejšnjih knjigah Müdigkeitsgesellschaft (Družba izgorelosti) in Transparenzgesellschaft (Družba transparentnosti). Začenši z analizo »Drugega« Han razvije spraševanje o želji in ljubezni med ljudmi. Delno temelji na filmu Melanholija Larsa von Trierja, kjer Han vidi prikazano depresijo in premagovanje, Han nadalje razvije svojo tezo o sodobni družbi, v kateri vse bolj prevladujeta narcizem in samosklicevanje. Hanova diagnoza sega celo do izgube želje, izginotja sposobnosti posvečanja »Drugemu«, tujcu, ne-jazu. Na tej točki se subjekti začnejo vrteti izključno okoli sebe in ne morejo graditi odnosov. Celo ljubezen in spolnost sta prežeti s to družbeno spremembo: seks in pornografija, ekshibicionizem/voajerstvo in re/prezentiranje iz javnosti izpodrivajo ljubezen, erotiko in poželenje. Obilje pozitivnosti in samosklicevanje vodita v izgubo konfrontacije. Razmišljanje, pravi Han, temelji na »neuhojenem«, na želji po nečem, česar še ne razumemo. V veliki meri je povezano z Erosom, zato je »agonija Erosa« tudi »agonija misli«. Ne sme biti vse razumljeno in »všečkano«, ne sme biti vse dostopno.
V Topologie der Gewalt (Topologija nasilja) Han nadaljuje svojo analizo družbe na robu propada, ki jo je začel z Müdigkeitsgesellschaft. Z osredotočanjem na razmerje med nasiljem in individualnostjo pokaže, da je nasilje v nasprotju z razširjeno tezo o izginotju le spremenilo svojo pojavno obliko in zdaj deluje bolj subtilno. Materialna oblika nasilja se umika bolj anonimni, desubjektivizirani, sistemski, ki se ne razkriva, saj se staplja s svojim antagonistom – svobodo. Ta tema je nadalje raziskana v delu Psychopolitics, kjer skozi Sigmunda Freuda, Walterja Benjamina, Carla Schmitta, Richarda Sennetta, Renéja Girarda, Giorgia Agambena, Deleuza/Guattarija, Michela Foucaulta, Michela Serresa, Pierra Bourdieuja in Martina Heideggerja Han razvija izvirno pojmovanje nasilja. Osrednje mesto Hanove teze je ideja, da se nasilje izraža v 'negativni' in 'pozitivni' obliki (opomba: to niso normativne sodbe o izrazih samih): Negativno nasilje je odkrita fizična manifestacija nasilja, ki se izraža v vojni, mučenju., terorizmu idr.; pozitivno nasilje »se kaže kot pretirani dosežki, prekomerna produkcija, prekomerna komunikacija, hiper-pozornost in hiperaktivnost.« Nasilje pozitivnosti, opozarja Han, je lahko še bolj pogubno kot nasilje negativnosti. »Okužba, invazija in infiltracija so se umaknile infarktu .«

## Teme
Han je pisal o temah, kot so motnja pomanjkanja pozornosti in hiperaktivnost, mejna osebnostna motnja, izgorelost, depresija, izčrpanost, internet, ljubezen, večopravilnost, pop kultura, moč, racionalnost, vera, družbeni mediji, subjektivnost, utrujenost, preglednost in nasilje .

## Sprejem
Delo Müdigkeitsgesellschaft je prevedeno v več kot 35 jezikov. Več južnokorejskih časopisov jo je izglasovalo za najpomembnejšo knjigo leta 2012. V Latinski Ameriki, Koreji in Španiji je prodal več kot sto tisoč izvodov. The Guardian je pozitivno ocenil njegovo knjigo iz leta 2017 Psychopolitics: Neoliberalism and New Technologies of Power, Hong Kong Review of Books pa je pohvalil njegovo pisanje z besedami »Hanov slog pisanja, ki je skoraj aforističen, uspe preliti zapletene ideje v zelo berljivo in prepričljivo prozo«, hkrati pa ugotavlja, da se »ob drugih priložnostih Han neprijetno približa izjavam reklamnih panojev (»Neoliberalizem je 'kapitalizem' všečkanja), kar poudarja tanko mejo med bistroumnostjo in samovšečnim sloganom.«  Revija Los Angeles Review of Books ga je opisala kot »enako dobrega kandidata kot filozofa tega trenutka« 
Pisec Der Freitag Steffen Kraft ga je kritiziral, ker se opira na protidemokratičnega in protitehnološkega filozofa Carla Schmitta, in trdil, da »meša vzrok in posledico: demokracije v tehnokracijo ni spremenilo upanje na večjo preglednost, temveč to, da celo naprednjaki niso pripravljeni razmisliti o posledicah informacijske tehnologije za politični proces.« (izvirni citat v nemščini: "Ursache und Wirkung: Nicht die Hoffnung auf mehr Transparenz hat die Demokratie zur Technokratie gemacht, sondern die Weigerung selbst Progressiver, die Folgen der Informationstechnik auf den politischen Prozess zu bedenken." ) 

## Dela v angleškem jeziku
- The Burnout Society (Stanford: Stanford University Press, 2015) ISBN 9780804795098.
- The Transparency Society (Stanford: Stanford Briefs, 2015) ISBN 080479460X
- The Agony of Eros (Cambridge, Massachusetts: MIT Press, 2017) ISBN 0262533375
- In the Swarm: Digital Prospects (Cambridge, Massachusetts: MIT Press, 2017), ISBN 0262533367
- Psychopolitics: Neoliberalism and New Technologies of Power (London & New York: Verso Books, 2017) ISBN 9781784785772
- Saving Beauty (Cambridge: Polity Press, 2017) ISBN 9781509515103
- The Scent of Time: A Philosophical Essay on the Art of Lingering (Cambridge: Polity Press, 2017) ISBN 1509516050
- Shanzhai: Deconstruction in Chinese (Cambridge, Massachusetts: MIT Press, 2017) ISBN 0262534363
- The Expulsion of the Other: Society, Perception and Communication Today (Cambridge: Polity Press, 2018) ISBN 1509523065
- Topology of Violence (Cambridge, Massachusetts: MIT Press, 2018) ISBN 9780262534956
- What Is Power? (Cambridge: Polity Press, 2018) ISBN 9781509516100
- Good Entertainment: A Deconstruction of the Western Passion Narrative (Cambridge, Mass.: MIT Press, 2019) ISBN 0262537508
- The Disappearance of Rituals: A Topology of the Present (Cambridge: Polity Press, 2020) ISBN 1509542760
- Capitalism and the Death Drive (Cambridge: Polity Press, 2021) ISBN 9781509545018
- The Palliative Society: Pain Today (Cambridge: Polity Press, 2021) ISBN 9781509547258
- Hyperculture: Culture and Globalisation (Cambridge: Polity Press, 2022) ISBN 9781509546183
- Infocracy: Digitization and the Crisis of Democracy (Cambridge: Polity Press, 2022) ISBN 9781509552986
- Non-things: Upheaval in the Lifeworld (Cambridge: Polity Press, 2022) ISBN 9781509551705
- The Philosophy of Zen Buddhism (Cambridge: Polity Press, 2022) ISBN 9781509545100
- Absence: On the Culture and Philosophy of the Far East (Cambridge: Polity Press, 2023) ISBN 9781509546206
- Vita contemplativa: In praise of inactivity (Cambridge: Polity Press, 2023) ISBN 9781509558018
- The Crisis of Narration (Cambridge: Polity Press, 2024) ISBN 9781509560431